# Océanos Azules
Océanos Azules fue un think tank chileno de orientación progresista. Su nombre se basaba en el libro Blue Ocean Strategy («La estrategia del océano azul»), de Chan Kim y Renée Mauborgne. Su misión, según lo que se consignaba en su sitio web, es «construir una propuesta para el país orientada a eliminar la pobreza, disminuir las desigualdades y alcanzar la calidad de vida de un país desarrollado, a través de una red amplia, en la cual participen activamente miles de personas».
Fue la plataforma que desarrolló la propuesta programática de la candidatura presidencial de Eduardo Frei Ruiz-Tagle en 2009, y fueron opositores al gobierno de Sebastián Piñera.

## Comité ejecutivo
- Paula Ahumada
- Alejandro Barros
- Juan Luis Castro
- Fernando Dazarola
- Magdalena Frei
- Juan Pablo Hermosilla
- Sergio Henríquez
- María Cristina Escudero
- Tomás Fabres
- Zarko Luksic
- Gonzalo Mehech
- José Molés
- Guillermo Pickering
- Pablo Ruiz-Tagle
- Boris Santander
- Raúl Troncoso
- Carlos Urriola
- Paulina Veloso
- Daniel Verdessi
- Diego Varela